# Cecilie Johansen
Cecilie Johansen (Ikast, 14 juli 2000) is een voetbalspeelster uit Denemarken. Ze speelt als aanvaller voor Bayer 04 Leverkusen in de Bundesliga. 
Cecilie Johansen begon haar carrière bij Vildbjerg SF. In 2018 tekende ze bij VSK Aarhus waarvoor ze haar debuut maakte in de Elitedivisionen. Op 11 augustus 2016 maakte Johansen haar eerste doelpunt in een met 1-6 verloren wedstrijd tegen Brøndby IF.
In 2020 ging VSK Aarhus over in AGF Fodbold waardoor Johansen voor deze club ging spelen. 
In 2023 maakte Johansen de overstap naar de Duitse Bundesliga waar ze voor Bayer 04 Leverkusen ging spelen. Op 17 september 2023 maakte ze haar debuut door in de basis te starten voor Bayer 04 Leverkusen in een 3-0 verloren uitwedstrijd tegen VfL Wolfsburg. In het derde groepsduel tegen TSG 1899 Hoffenheim mocht Johansen in de rust invallen voor Karólína Lea Vilhjálmsdóttir. In de volgende wedstrijden mocht Johansen ook geregeld invallen.

## Statistieken
| Seizoen    | Club                | Land       | Competitie      | Wedstrijden | Doelpunten |
| ---------- | ------------------- | ---------- | --------------- | ----------- | ---------- |
| 2017-2018  | Vildbjerg SF        | Denemarken | 3F Ligaen       | 2           | 3          |
| 2018-2020  | VSK Aarhus          | Denemarken | Elitedivisionen | 27          | 6          |
| 2020-2023  | Aarhus GF           | Denemarken | Elitedivisionen | 40          | 0          |
| 2023-heden | Bayer 04 Leverkusen | Duitsland  | Bundesliga      | 6           | 0          |
| Totaal     | Totaal              | Totaal     | Totaal          | 55          | 9          |

Laatste update: dec 2023

## Internationaal
Johansen maakte haar debuut als international voor Deense nationale team onder 16 op 2 september 2015 in een met 1-3 verloren vriendschappelijke wedstrijd tegen Duitsland onder 19.
In 2016 en 2017 speelde Johansen voor het nationale team onder 17 en in 2017 van 2019 voor het nationale team onder 19. Ze maakte haar debuut voor het nationale team onder 23 op 18 februari 2023 in een 1-1-gelijkspel in een vriendschappelijke wedstrijd tegen Finland onder 23.
1 Voll ·
2 Ostermeier ·
3 Friedrich ·
4 Bragstad ·
5 Levels ·
6 Piljić ·
7 Kramer ·
8 Bartz ·
9 Kehrer ·
10 Hansen ·
11 Kögel ·
12 Mickenhagen ·
13 Haim ·
14 Bragstad ·
16 Zdebel ·
17 Jorde ·
18 Vilhjálmsdóttir ·
19 Bender ·
20 Gonzalez ·
21 Marin ·
23 Bodoy ·
24 Turányi ·
27 Repohl ·
28 Menglu ·
27 Daedelow ·
34 Moll ·
56 Vidal ·
Coach: Pätzold